# Laurent Botti
Pour les articles homonymes, voir Botti.
Laurent Botti, de son vrai nom Laurent Talnot, né en 1968 à Dijon, est un romancier français.

## Romans
- Pleine Brume (1998)
- La Nuit du Verseau (2000)
- Fatale Lumière (2005)
- Un jour, des choses terribles... (2007)
- Un ticket pour l'enfer (2009)